# التحالف العالمي لآباء الأطفال الصم أو ضعاف السمع
التحالف العالمي لآباء الأطفال الصم أو ضعاف السمع، هو تعاون دولي لمجموعات دعم يقودها الآباء للأسر التي لديها أطفال صم أو ضعاف سمع، ويقدم الدعم والمعلومات والدعوة المنهجية. ويدعو التحالف العالمي لآباء الأطفال الصم أو ضعاف السمع إلى ضرورة أن تكون الأسر متعاونة وشريكة فاعلة في تطوير برامج وخدمات وأنظمة جديدة موجهة نحو حياة الأطفال الصم أو ضعاف السمع وأسرهم.
يضم أعضاء هذا التحالف مجموعات دعم يقودها الآباء في الولايات المتحدة الأمريكية والاتحاد الأوروبي وأفريقيا والهند وأستراليا. ويهدف التحالف إلى تمكين الآباء من أن يصبحوا مدافعين عن أطفالهم، وتحسين وصولهم إلى التدخل المبكر والتعليم، وتعزيز حقوقهم ورفاهيتهم. ومن خلال شبكتها من المنظمات الأعضاء، يعزز التحالف التعاون وتبادل المعرفة بين منظمات الآباء وقادة الآباء في مجال الصمم وفقدان السمع. ويشارك التحالف في أنشطة لزيادة الوعي بالاحتياجات والتحديات الفريدة التي تواجه الأطفال الصم أو ضعاف السمع وأسرهم، وتعزيز الإدماج والمساواة للجميع.
و يعد هذا التحالف عضو في منتدى السمع العالمي، الذي تستضيفه منظمة الصحة العالمية، ومجتمع العمل الدولي لزراعة القوقعة، وهم أعضاء في اللجنة الاستشارية التي تراجع وتحدث "أفضل الممارسات في التدخل المبكر المتمركز حول الأسرة للأطفال الصم أو ضعاف السمع: بيان إجماع دولي". ساهم أعضاء التحالف في التقرير العالمي عن السمع الذي نشرته منظمة الصحة العالمية في يوم السمع العالمي عام 2021.

## روابط خارجية
- الجمعية العالمية لعلم السمع.